# Santa Cruz (souostroví)
Santa Cruz, také v češtině ostrovy svatého Kříže (anglicky Santa Cruz Islands) je souostroví v Tichém oceánu v Melanésii.
Leží v jihovýchodní části státu Šalomounovy ostrovy, přibližně 400 km od hlavního města Honiary. Má celkovou rozlohu 958 km² a žije na něm okolo 11 000 obyvatel. Spolu s Reef Islands a Duff Islands tvoří šalomounskou provincii Temotu.

## Geografie a geologie
Největším z ostrovů Santa Cruz je Nendo (519 km²), kde leží také hlavní město Lata, následují Vanikoro (173 km²) a Utupua (59 km²). Nejvyšší horou souostroví je Kopago na ostrově Vanikoro, která měří 924 m n. m. Ostrovy se vynořily z oceánu v důsledku tektonických pohybů před necelými pěti miliony lety, jsou tvořeny převážně vápencem a sopečným popelem. Santa Cruz patří k ekoregionu vanuatského deštného pralesa, pěstuje se zde damaroň jižní a kokosovník ořechoplodý.

## Historie
Před více než třemi tisíci lety ostrovy osídlili příslušníci lapitské kultury. Obyvatelé jsou melanésko–polynéští míšenci, známí používáním lodí tepukui, umožňujících plavbu na velké vzdálenosti. K materiální kultuře domorodců patří také dřevěné sochy a čelenky z rudého peří medosavky tangarovité, používané jako platidlo. Jako první Evropan zde přistál v roce 1595 Álvaro de Mendaña de Neira, který ostrovy pojmenoval podle španělského označení svatého Kříže. Založil osadu v zálivu Graciosa Bay, v níž však za rok zemřel na žlutou zimnici a zbytek Španělů pak pod vedením Mendañovy manželky odplul na Filipíny. Dalším návštěvníkem byl až v roce 1767 Philip Carteret. Na Vanikoru byly nalezeny poslední stopy výpravy, kterou vedl Jean-François de La Pérouse, ztroskotavší zde v roce 1788. V říjnu roku 1942 zde proběhla bitva u ostrovů Santa Cruz. V roce 2013 ostrovy zasáhla vlna tsunami, která v Latě zabila pět lidí.